# Emilia Pietruch
Emilia Pietruch (ur. 18 października 1980) – polska lekkoatletka, specjalizująca się w rzucie młotem, medalistka mistrzostw Polski.

## Kariera sportowa
Była zawodniczką Skry Warszawa.
Na mistrzostwach Polski seniorek na otwartym stadionie zdobyła jeden medal: brązowy w rzucie młotem w 1998. 
Rekord życiowy w rzucie młotem: 54,94 (4.08.2000).